# Adivasi

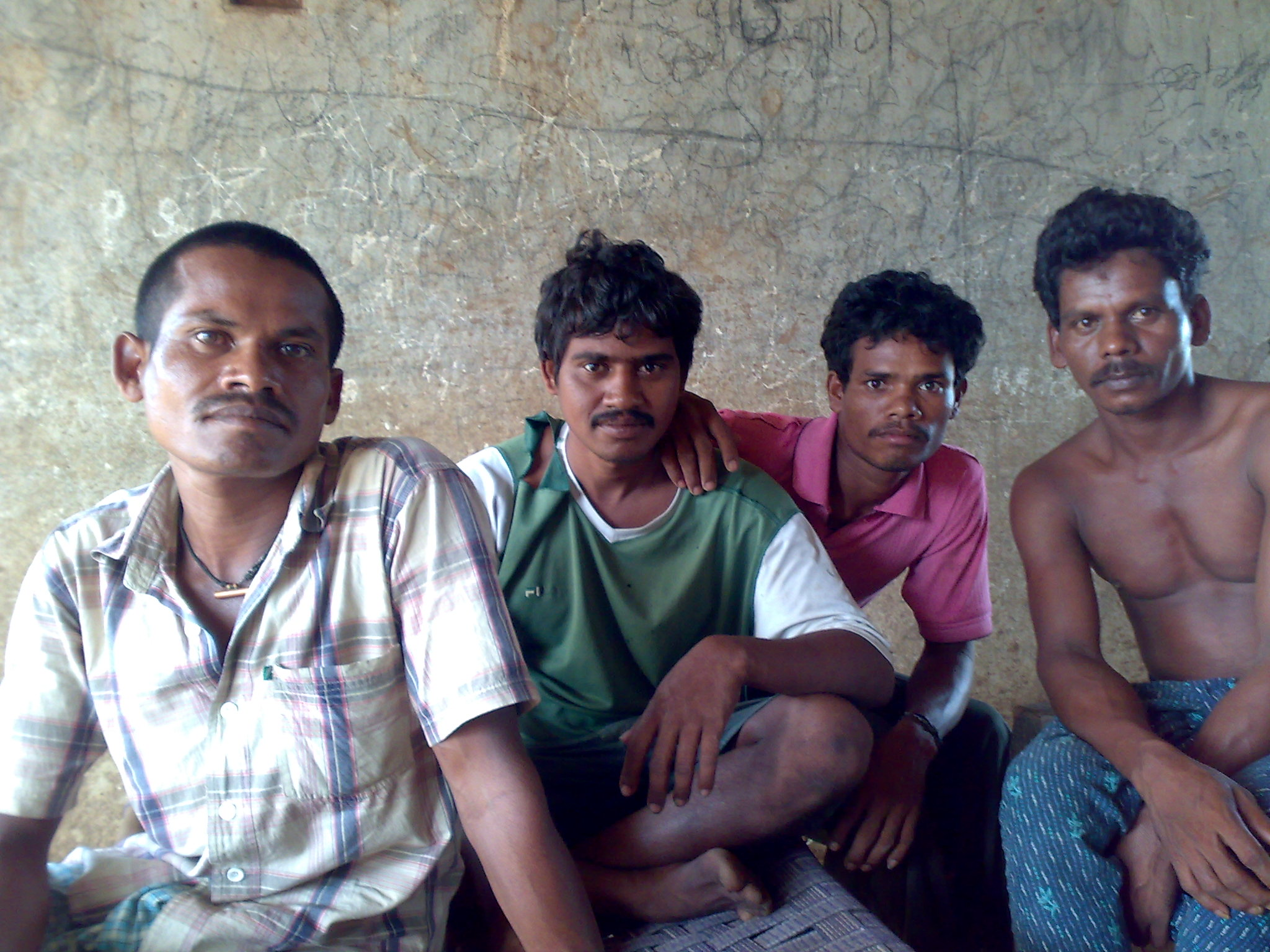
Unga män från den sydindiska folkgruppen Koya eller Koi

Adivasi är ett paraplybegrepp för de indiska folkgrupper som med en juridisk term kallas Scheduled tribes och som allmänt anses vara Indiens ursprungsbefolkning. Ordet adivasi betyder ursprungsfolk på hindi och började användas i Indiens politiska debatt på 1930-talet. Samma ord används också för liknande folkgrupper i Bangladesh. Termen är den som ofta föredras av de berörda folkgrupperna själva, eftersom den pekar på en gemensam historia av relativ frihet under den förkoloniala tiden.
I det tidiga 2000-talet utgjorde adivasibefolkningen i Indien mer än 84 miljoner människor. De flesta bor i de nordöstra delstaterna Arunachal Pradesh, Nagaland och Mizoram. Andra bor i otillgängliga skogs- och bergsområden i olika delar av det indiska fastlandet och på Andamanerna och Nicobarerna. De största grupperna är Bhil-, Munda- och Santalfolken.
Sedan mitten på 1900-talet har adivasis traditionella levnadssätt förändrats drastiskt, genom befolkningsökning som gjort att de förlorat sina landområden och genom ökad kontakt med städer och industrialisering.

Percent of scheduled tribes in India by tehsils by census 2011